# Bistum Allahabad
Das Bistum Allahabad (lat.: Dioecesis Allahabadensis) ist eine in Indien gelegene römisch-katholische Diözese mit Sitz in Allahabad (Prayagraj).

## Geschichte
Das Bistum Allahabad wurde am 1. September 1886 durch Papst Leo XIII. mit der Bulle Humanae salutis aus Gebietsabtretungen des Apostolischen Vikariates Patna errichtet und dem Erzbistum Agra als Suffraganbistum unterstellt. Das Bistum Allahabad gab in seiner Geschichte mehrmals Teile seines Territoriums zur Gründung neuer Bistümer ab.

## Territorium
Das Bistum Allahabad umfasst die Distrikte Allahabad (Prayagraj), Ambedkar Nagar, Ayodhya, Fatehpur, Kanpur Nagar, Kanpur Dehat, Kaushambi, Mirzapur, Pratapgarh, Raebareli, Sonbhadra und Sultanpur im Bundesstaat Uttar Pradesh.

## Bischöfe von Allahabad
- 1886–1896 Francesco Vincenzo Pesci OFMCap
- 1897–1898 Charles Joseph Gentili OFMCap, dann Erzbischof von Agra
- 1899–1902 Victor Gaetano Sinibaldi OFMCap
- 1904–1917 Pierre-François Gramigna OFMCap
- 1917–1946 Joseph Angel Poli OFMCap
- 1947–1964 Leonard Joseph Raymond, dann Erzbischof von Nagpur
- 1964–1969 Raymond D’Mello
- 1970–1975 Alfred Fernández
- 1976–1988 Baptist Mudartha
- 1988–2013 Isidore Fernandes
- 2013–2020 Raphy Manjaly, dann Erzbischof von Agra
- seit 2023 Louis Mascarenhas